# Kraljevica
Kraljevica [ˈkraːʎɛʋitsa] (ital. Porto Re) ist eine Stadt und Gemeinde im nordwestlichen Kroatien. Neben einem kleinen Hafen hat die Kleinstadt auch eine bedeutende Werft.

## Stadt
Die Stadt Kraljevica besteht aus den folgenden Dörfern: Bakarac, Kraljevica, Križišće, Mali Dol, Šmrika und Veli Dol.

## Lage

Panorama Kraljevica

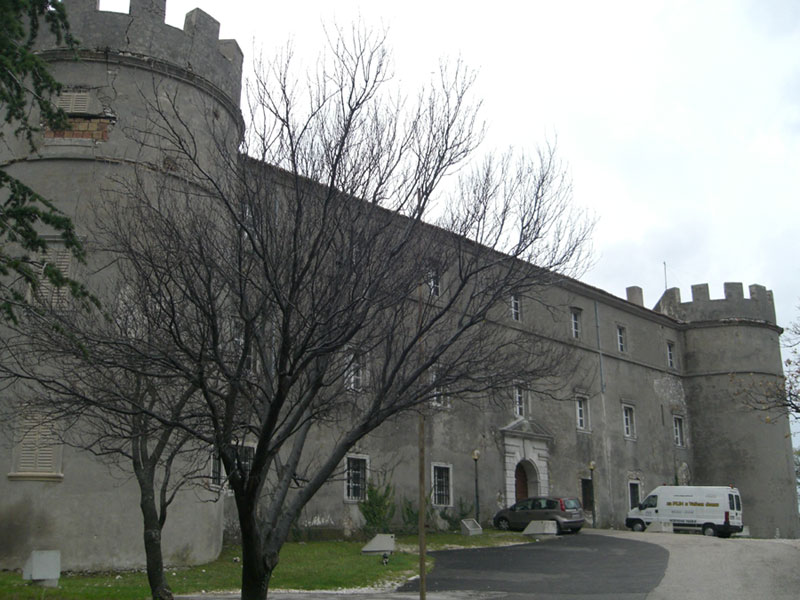
Schloss Nova Kraljevica

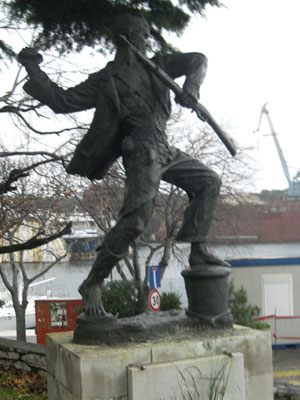
Partisanendenkmal in Kraljevica

Kraljevica liegt in einem natürlichen Hafen in der Gespanschaft Primorje-Gorski kotar. Die Ortschaft befindet sich direkt im Eingang der Bucht von Bakar und etwa 20 km südlich von Rijeka entfernt. Gegenüber von Kraljevica befindet sich der nördliche Teil der Insel Krk.

## Einwohner
Die Stadt Kraljevica hat 4066 Einwohner (Volkszählung 2021).
Die einzelnen Dörfer, die die Stadtgemeinde Kraljevica bilden, haben folgende Einwohnerzahlen:
- Bakarac – 287
- Kraljevica – 2415
- Križišće – 79
- Mali Dol – 161
- Šmrika – 963
- Veli Dol – 161

## Name der Ortschaft
Der italienische Name Porto Re wird auf das lateinische Wort Portorium (Zoll) zurückgeführt. Kraljevica war ein wichtiger Handelshafen und wurde auch zu diesem Zweck ursprünglich erbaut. Einheimische nannten es umgangssprachlich „Portore“, italienisch „Porto Re“, für Königshafen. Der kroatische Name Kraljevica taucht 1605 erstmals in einem Buch in Rijeka auf.

## Geschichte
Spuren einer illyrischen und römischen Siedlung wurden in Kraljevica entdeckt.

### 16. Jahrhundert
1525 wurde Kraljevica in Dokumenten als Hafen der Frankopanenstadt Hreljin erwähnt. Dies bedeutet, dass Kraljevica zu dieser Zeit ein Stadtteil vom historischen Hreljin war. Im Laufe der Zeit hat sich Kraljevica unabhängig vom historischen Hreljin gemacht.

### 17. Jahrhundert
Zu Beginn des 17. Jahrhunderts wurde ein feudales Schloss (Stari Grad) der Fürsten Zrinski erbaut. Das Schloss liegt im Stadtzentrum. Die Fürsten Zrinski herrschten über Kraljevica.
1650 erbauten die Fürsten Frankopan das neue Schloss (Novi Grad). Die Einheimischen nennen es „Frankopanski grad“ (Frankopanenburg).
Im Jahr 1671 wurde die angebliche Magnatenverschwörung der Zrinskis und der Frankopanen gegen die Habsburger-Dynastie geplant. Die Verschwörung scheiterte und sämtliche Besitztümer der Frankopanen und Zrinskis wurden konfisziert und geplündert, darunter auch die beiden Schlösser in Kraljevica. Aus dem alten Schloss wurde eine Garnison der österreichischen Armee und das neue Schloss diente als Armeespital. Das Spital wurde später in ein ziviles umgewandelt, das bis ca. 1990 in Betrieb war.
Ende des 17. Jahrhunderts wurde die erste Werft gebaut. Die Werften sind auch heute noch wichtige Arbeitgeber in diesem Gebiet.

### 18. Jahrhundert
Karl VI. ließ 1729 eine Werft für die österreichische Schifffahrt bauen – sie sollte mit Venedig konkurrieren. Die Werft war die erste an der gesamten kroatischen Küste.
Im 18. Jahrhundert wurde der königliche Hafen neu gebaut.

### 20. Jahrhundert
Um 1900 wurde in Kraljevica ein Seebad errichtet. Viele alte Villen aus dieser Zeit findet man noch heute. In diese Zeit fielen die Anfänge des Tourismus.
Als 1922 italienische Faschisten durch einen Staatsstreich die Macht im Freistaat Fiume übernahmen, floh die rechtmäßige Regierung nach Kraljevica.
Während des Zweiten Weltkriegs musste das kroatische Ustascha-Regime einen hohen Preis für den „Unabhängigen Staat Kroatien“ bezahlen. Einige Landesteile wurden an Italien abgetreten, darunter auch Kraljevica und Umgebung.
1941 bis 1943 betrieben die Italiener ein Konzentrationslager in Kraljevica. Ob hier Gefangene getötet wurden, ist nicht bekannt.

## Sehenswürdigkeiten
Die Neue Burg (Novi Grad) wurde 1650 erbaut. Sie ist ein Schloss im Renaissance-Stil. Der Grundriss ist viereckig, mit zylindrischen Ecktürmen. Hier wurde angeblich die Verschwörung der Zrinskis und der Frankopanen gegen die österreichische Monarchie geplant. Nach der gescheiterten Verschwörung wurde das Schloss auf kaiserlichen Befehl geplündert und in ein Militärspital umgewandelt. Später wurde es zum zivilen Krankenhaus. Die Jesuiten, die das Spital eine Zeit lang betrieben, ließen 1883 ein zweites Stockwerk erbauen und veränderten den ehemaligen Grundriss.

## Verkehr
Ab 1912 gab es Projekte, die Stadt durch die Bahnstrecke Fiume–Cirkvenica–Novi an das Schienennetz anzuschließen. Diese Bahnstrecke wurde niemals gebaut.